# Barthelmarkt

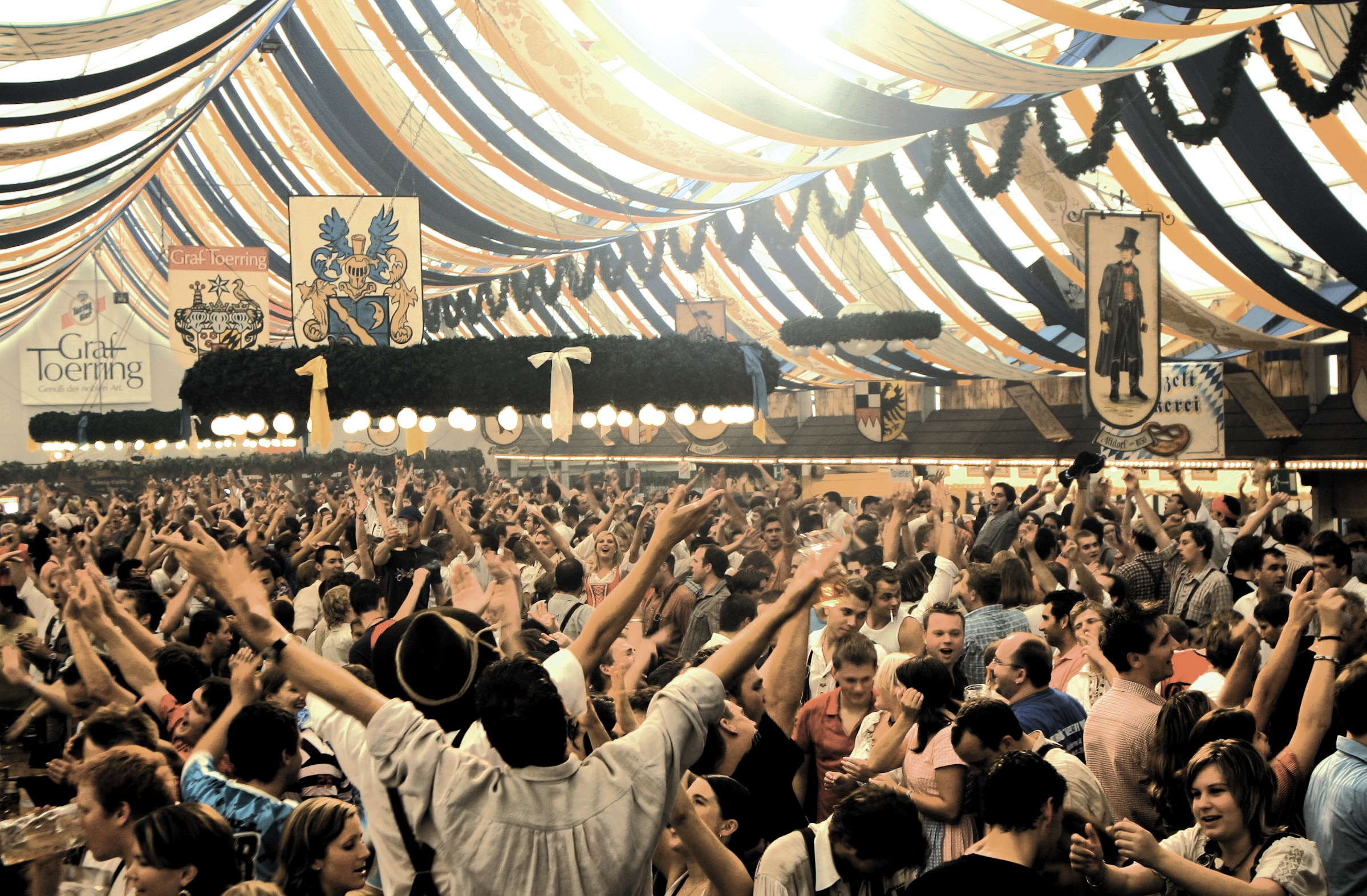
Barthelmarkt 2005, Toerring-Zelt

Der Barthelmarkt in Oberstimm, einem Ortsteil von Manching im Landkreis Pfaffenhofen an der Ilm, ist nach Besucherzahlen das drittgrößte Volksfest in Oberbayern und eines der ältesten Volksfeste Deutschlands. Benannt ist der Markt nach Sankt Bartholomäus, dem Namenspatron der Oberstimmer Kirche und Schutzheiligen der Fischer und Schäfer. Er dauert vier Tage und findet traditionell am Wochenende des letzten Sonntags im August statt. Insgesamt sind jährlich über 250.000 Besucher zu verzeichnen.

## Geschichte

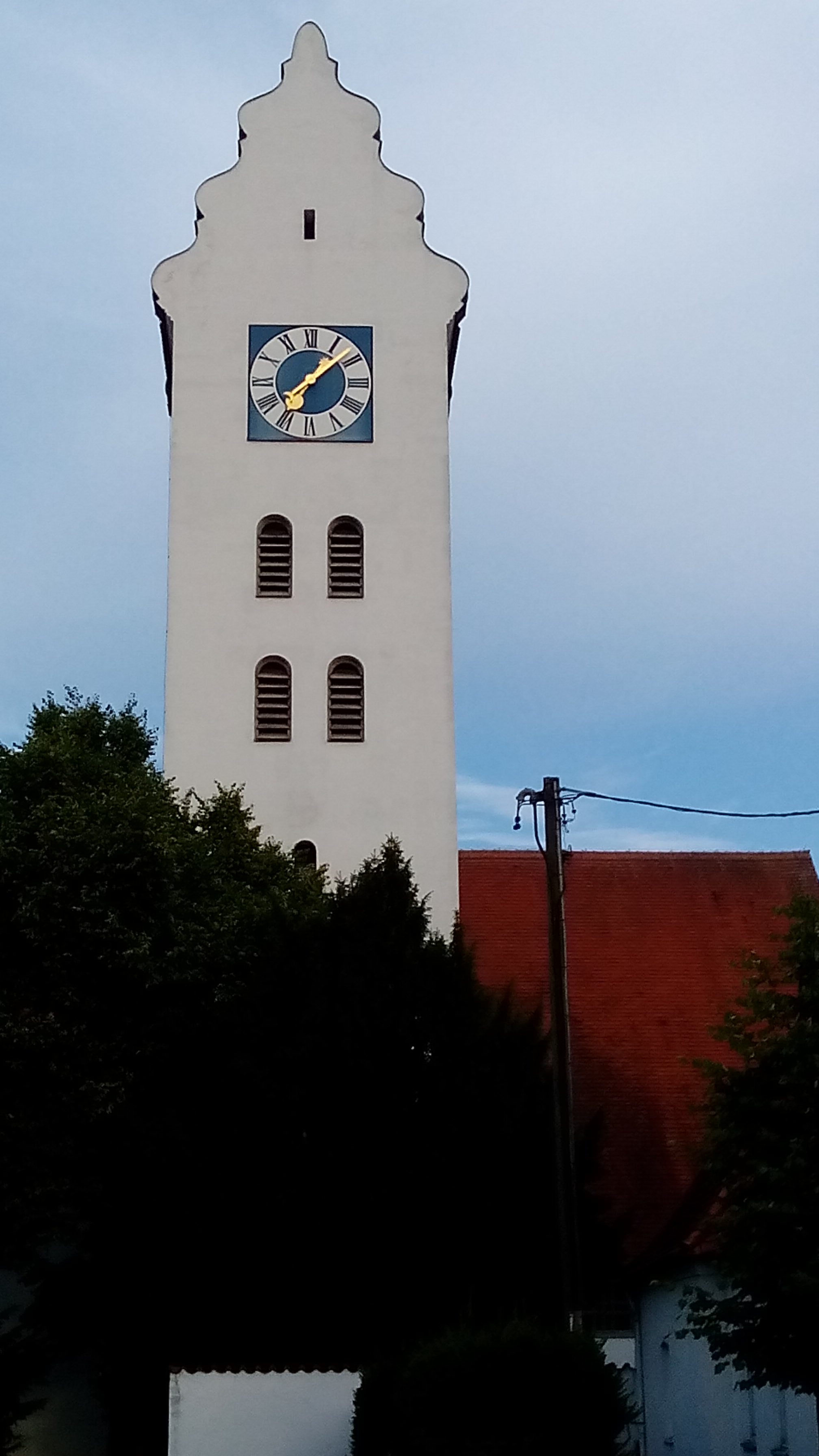
Namensgeber Sankt-Bartholomäus-Kirche

Gesichert ist eine schriftliche Erwähnung im Jahr 1354, so ist in einzelnen Archiven von einem „althergebrachten Markth zu Stymm“ die Rede. Rund 200 Jahre später wird im Jahr 1541 ein Markt zu Stimm urkundlich erwähnt, welcher jährlich um den Sankt-Bartholomäus-Tag stattfindet. Nach dem hiesigen Kirchenheiligen Bartholomäus wurde denn auch der Barthelmarkt benannt.
Angeblich bestand ein Vorläufer des Marktes bereits seit dem ersten Jahrhundert nach Christus als Pferde- und Viehmarkt der römischen Besatzer. Das römische Militärlager Oberstimm wurde um 40 nach Christus in der Nähe eines verlassenen Oppidums der Kelten errichtet.
Während des Ersten Weltkrieges und den letzten drei Jahren des Zweiten Weltkrieges fand der Markt nicht statt. Von 1946 bis 2019 fand der Barthelmarkt wieder wie gewohnt jedes Jahr statt. 2020 und 2021 entfiel der Barthelmarkt aufgrund der COVID-19-Pandemie. Seit 1962 dauert der Barthelmarkt vier Tage (Freitag bis Montag).
Eine Besonderheit ist die Barthelmarkt-Hymne, welche 1979 von Helmut Högl zu Ehren der Festwirtin Anna Lanzl komponiert wurde. Diese gehört zum Standardrepertoire der Musiker und wird immer wieder von Bands und Besuchern gesungen. Erwähnenswert ist zudem die Tradition des Zeltstürmens am Montag, bei dem schon früh morgens Punkt 6:00 Uhr die Bierzelte geöffnet werden und die Bänke nur Sekunden später restlos besetzt sind.

## Heute
Das überregional bekannte Fest findet jedes Jahr um das Wochenende des letzten Sonntags im August auf dem Barthelmarktgelände statt und dauert von Freitag bis Montag. Offiziell eröffnet wird der Barthelmarkt am Freitagmittag durch das Anzapfen des ersten Fasses durch den Bürgermeister der Marktgemeinde Manching. Der Anstich findet jedes Jahr wechselnd in einem der 4 Zelte statt. Zuvor findet vor dem Einzug an der Kirche die Bierprobe statt. Dort wird das erste Fass als Freibier ausgeschenkt.
Samstags findet ein Pferderennen statt. Der Ursprung des Barthelmarkts ist der Rossmarkt (Pferde- und Fohlenmarkt) am Montagmorgen („Barthelmarktmontag“), welcher auch noch heute besteht und den Höhepunkt des Marktes darstellt. Die Bierzelte sind an diesem Tag bereits innerhalb weniger Minuten nach Öffnung (um 5:30 Uhr morgens) zum Bersten gefüllt und die Besucher werden freundlich mit „Guten Morgen, Oberstimm!“ begrüßt. Alljährlich findet auch die Wahl einer Barthelmarktkönigin statt.
Durch die unmittelbare Nachbarschaft zu Ingolstadt (Oberstimm liegt unmittelbar südlich der Stadtgrenze) besuchen viele „Schanzer“ das Volksfest mit dem Fahrrad. Direkt anbei liegt ein Parkplatz, der ausreichend Platz für die Besucher bietet. Die INVG und einige andere lokale Busunternehmen bieten in der Barthelmarktzeit Sonderverbindungen an.
2010 sorgte der Barthelmarkt für negative Schlagzeilen, als der Sänger einer Band im Bierzelt „Sieg Heil“-Rufe initiiert hatte, welche von einigen Besuchern ebenso beantwortet wurden. Dies zog ein Strafverfahren gegen den Musiker nach sich und der betroffene Veranstalter gab bekannt, diese Band in Zukunft nicht mehr engagieren zu wollen.

### Festzelte
Auf dem Barthelmarkt gibt es fünf Bierzelte, die mittlerweile überwiegend von Brauereien und Wirten aus der Region beliefert und betrieben werden. Früher gehörte statt des Spatenbieres aus München die Marke „Wolnzacher Hopfenperle“ aus Wolnzach dazu. Diese wurde aber von Spaten aufgekauft und somit auch der Zeltbetrieb. Der Weißbiergarten kam erst die letzten Jahrzehnte dazu:
- Herrnbräu Festzelt (Ingolstadt)
- Ingobräu Festzelt (Ingolstadt)
- Graf Toerring Festzelt (Pörnbach)
- Schneider Spaten Festzelt (München)
- Franziskaner Weißbiergarten Mittl (Ingolstadt)

2011 lag der Preis für eine Maß Bier in allen Festzelten einheitlich bei 7,40 €, was gegenüber dem Vorjahr einer Steigerung von 50 Cent entspricht. Der Bierpreis lag damit im bayerischen Mittelmaß, da z. B. auch auf dem Straubinger Gäubodenvolksfest oder dem Rosenheimer Herbstfest die Maß genauso viel kostet. 2017 lag der einheitliche Bierpreis in den Zelten bei 8,80 Euro für eine Maß Bier, Radler oder Spezi. Ein Liter Mineralwasser oder Apfelschorle kostete 6,80 Euro.
Tagsüber wird eher traditionelle Musik gespielt; gegen Abend machen die Kapellen jedoch meistens den Partybands der jüngeren Generation Platz.

### Attraktionen
Wie für Volksfeste üblich, besitzt auch der Barthelmarkt Fahr- und Amüsiergeschäfte wie Autoscooter und Geisterbahnen sowie Los- und Schießbuden; auch Imbisse und kleinere Händler sind vertreten. Ferner ist der Rossmarkt eine Attraktion, die schon am Montagmorgen 70.000 Besucher auf die Festwiese lockt.

## Ähnliche Feste
- Schäferlauf in Markgröningen, das älteste schwäbische Volksfest ähnlichen Ursprungs und zum selben Termin.
- Bartlmädult in Landshut und andere „Dult“ genannte Volksfeste, die aus Jahrmärkten zur Kirchweih hervorgegangen sind.
- Gillamoos in Abensberg genau eine Woche nach dem Bartlmarkt in Oberstimm.